# Петров, Станислав Вениаминович
Станислав Вениаминович Петров (род. 3 апреля 1939, Горький, РСФСР, СССР) — советский и российский военачальник, генерал-полковник (1990), доктор военных наук (2001). Начальник  химических войск Министерства обороны СССР (1989—1992). Начальник Войск РХБ защиты Вооружённых сил РФ (1992—2001). Лауреат Ленинской премии (1991).

## Биография
Родился 3 апреля 1939 года в городе Горький.
С 1956 по 1959 год обучался в Саратовском военно-химическом училище, которое окончил с отличием. В 1966 по 1971 год обучался на командном факультете Военной Краснознаменной академии химической защиты имени С. К. Тимошенко. С 1978 по 1980 год обучался на основном факультете Военной академии Генерального штаба Вооружённых Сил СССР имени К. Е. Ворошилова.
С 1959 по 1966 год служил в частях химической защиты Воронежского военного округа в должностях командира взвода и роты. С 1971 по 1982 год служил в составе Белорусского военного округа в должностях: заместитель начальника и начальник химической службы танковой дивизии, старший офицер, заместитель начальника и начальник химических войск этого военного округа. С 1982 по 1986 год — начальник химических войск Сибирского военного округа и Группы Советских войск в Германии.
С 1986 по 1989 год — первый заместитель начальника химических войск, с 1989 по 1992 год — начальник  химических войск Министерства обороны СССР. Являлся участником ликвидации последствий катастрофы на Чернобыльской АЭС. С 1992 по 2001 год  — начальник Войск РХБ защиты ВС РФ. Являлся руководителем работ по уничтожению химического оружия в рамках федеральной целевой программы.
В 1987 году защитил кандидатскую диссертацию на соискание учёной степени кандидат военных наук, в 2001 году им была защищена диссертация на соискание учёной степени доктор военных наук. С 2001 года является главным научным сотрудником 27-го Научного центра Министерства обороны Российской Федерации и председателем наблюдательного совета Союза ветеранов войск РХБЗ. Главный редактор научно-практического журнала «Вестник войск РХБ защиты».

## Высшие воинские звания
- Генерал-майор (16.12.1982)
- Генерал-лейтенант (29.10.1988)
- Генерал-полковник (30.06.1990)[4]

### Награды
- Орден «За заслуги перед Отечеством» IV степени
- Орден «За военные заслуги»
- Орден «За службу Родине в Вооружённых Силах СССР» III и II степени
- Медаль «За боевые заслуги»
- Медаль «За спасение погибавших»
- Ленинская премия (1991)[2][5]
- Ордена «Алгыс» (Благодарность) (2019, Казахстанский митрополичий округ)[6]